# Sathiāla
Sathiāla är en ort i Indien.   Den ligger i distriktet Amritsar och delstaten Punjab, i den norra delen av landet, 400 km nordväst om huvudstaden New Delhi. Sathiāla ligger 243 meter över havet och antalet invånare är 15 000.
Terrängen runt Sathiāla är mycket platt. Runt Sathiāla är det tätbefolkat, med 591 invånare per kvadratkilometer. Sathiāla är det största samhället i trakten. Trakten runt Sathiāla består till största delen av jordbruksmark.